# Strogino
Strogino (Russisch: Строгино) is een station aan de Arbatsko-Pokrovskaja-lijn van de Moskouse metro. Het station was tot 1985 in het metroplan opgenomen als westelijk eindpunt van de westtak van lijn 7 en het station ligt dan ook oost-west. Eind jaren 80 zijn de plannen gewijzigd en is besloten om lijn 4 door te trekken tot Strogino. Vervolgens is toen ook een plan gemaakt om lijn 8 door te trekken in noordwestelijke richting via Strogino naar Mitino aan de buitenzijde van de ringweg. Hierdoor zou Strogino als cross-platform-overstap worden gebouwd en voor lijn 4 als eindpunt gaan fungeren. Tussen de tunnels van lijn 8 zijn opstelsporen gebouwd om de treinen van lijn 4 te kunnen keren. De plannen voor lijn 8 zijn gewijzigd en die lijn zal nu naar het zuidwesten, ongeveer over het tracé dat ooit voor lijn 3 bedoeld was, in plaats van het noordwesten gaan lopen.
De verlenging van lijn 4 komt uit het zuiden en buigt met een bocht naar het westen af naar Strogino. Toen de verlenging in 2008 geopend werd is die overgeheveld naar lijn 3 en ook de daarna gebouwde stations van de beoogde lijn 8 zijn nu onderdeel van lijn 3. In 2025 zal alsnog de lijn van Strogino naar het oosten als onderdeel van de Roebljevo-Archangelsk-lijn worden gerealiseerd. 

## Galerij

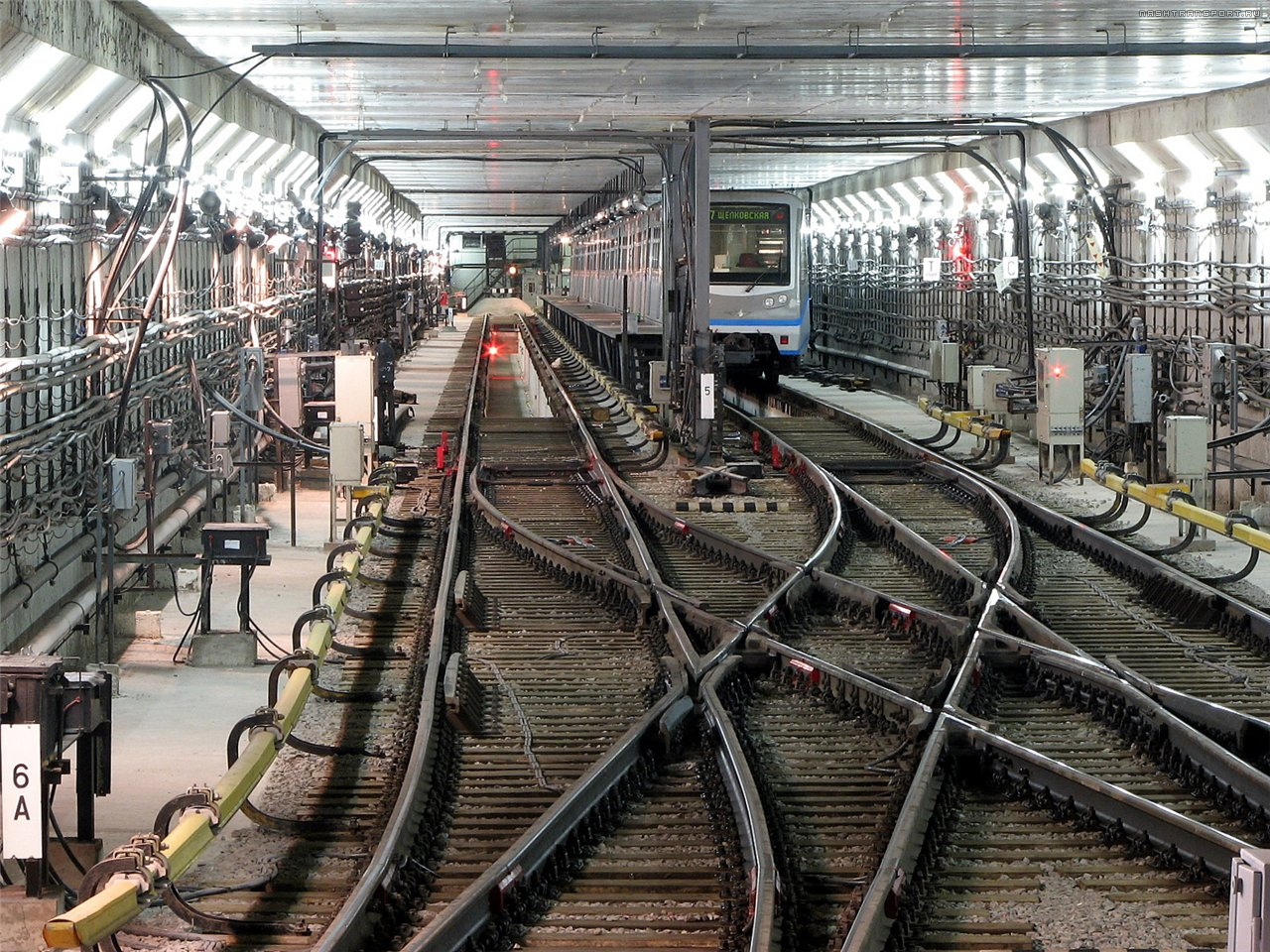
De, voor lijn 4 bestemde, opstelsporen ten westen van Strogino